# Майкл Дуган
Майкл Дуган (англ. Michael Dugan) — персонаж игр Command & Conquer: Red Alert 2 и Command & Conquer: Yuri’s Revenge, президент США. Персонажа сыграл Рэй Уайз.

## Command & Conquer: Red Alert 2 (2000)
Перед Третьей мировой войной Майкл Дуган помог Александру Романову стать премьер-министром Советского Союза в качестве дружественного Союзникам марионеточного лидера. Сам Дуган был избран президентом США. Когда Советский Союз напал на США, Дуган попытался убедить Романова отменить вторжение. Когда это не удалось, президент приказал нанести ядерный контрудар, но он не состоялся из-за манипуляций телепата Юрия.
В начале войны советские войска захватили Вашингтон и построили Пси-маяк возле Белого дома. Бо́льшая часть населения в этом районе, включая Дугана и генерала Бена Карвилла, попала под советский контроль. В это время Дуган призывал американцев принять советскую власть. Незатронутые силы Союзников быстро совершили контратаку. В итоге Пси-маяк, расположенный в Вашингтоне, был уничтожен, а освобождённый Дуган был эвакуирован в Канаду.
Европейцы избегали участия в войне, но советская ядерная атака на Чикаго дала Дугану возможность заручиться европейской помощью. Президент согласился направить агента Таню для нейтрализации советской ядерной угрозы в Европе и тем самым заручился поддержкой Европы. Он также санкционировал разработку и развёртывание призменных башен профессора Альберта Эйнштейна в опорных пунктах Союзников в США. С возвращением столицы под американский контроль Дуган вернулся в США.
Союзники находились в процессе освобождения остальной части континентальной части США от Советского Союза. Дуган попросил игрока-командующего Союзниками отвести войска с Гавайев и приказал ему освободить Сент-Луис. Когда генерал Карвилль был убит террористом-смертником, Дуган назначил игрока-командующего главой союзных вооружённых сил и приказал совершить хроновторжение в Москву с целью положить конец войне. Когда Романов был заключён в тюрьму, Дуган пригласил игрока-командующего на торжество в Белом доме.

## Command & Conquer: Yuri’s Revenge (2001)
Кризис продолжал омрачать президентство Дугана победой над Советским Союзом, который был быстро узурпирован появлением Пси-доминаторов. Дуган предложил телепату Юрию президентское кресло и руководство Советским Союзом в обмен на мир. Однако Юрий заявил, что хочет править всем миром. Тогда Дуган лично приказал нанести авиаудар по Пси-доминатору на острове Алькатрас. В результате удара удалось только отключить источник питания устройства, но это дало достаточно времени команде Союзников, чтобы с помощью машины времени вернуться к началу Третьей мировой войны и помешать планам Юрия.
Дуган принял участие в саммите в Лондоне, чтобы ратифицировать мирный договор с СССР. Неизвестно, что стало с Дуганом после того, как Анатолий Черденко использовал советскую машину времени, чтобы стереть Альберта Эйнштейна из истории и непреднамеренно начать новую Третью мировую войну. В новой временной шкале президентом США является не Майкл Дуган, а Говард Акерман.

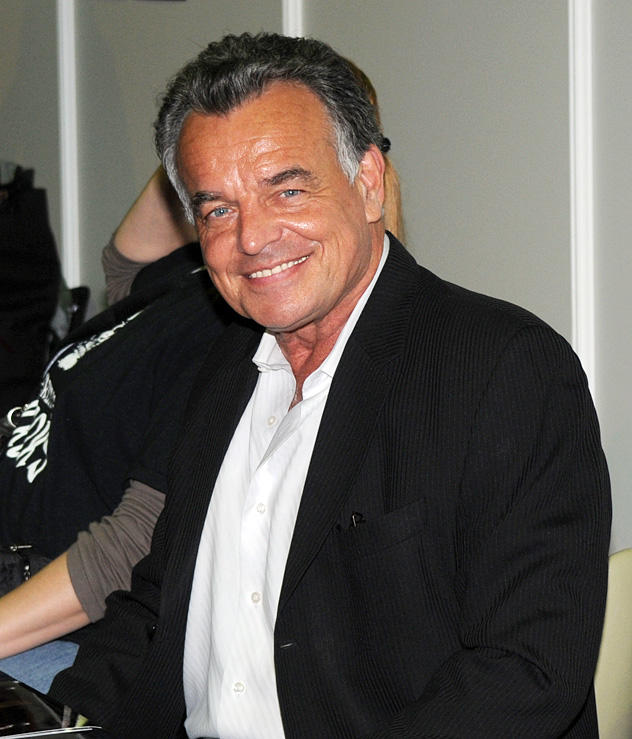
Роль президента Дугана исполнил американский актёр Рэй Уайз

## Оценки
Роллин Бишоп из GamesRadar пишет, что Майкл Дуган, как и президент США из Command & Conquer: Red Alert 3 Говард Акерман «как-то находит время, чтобы лично поговорить с игроком о целях миссии, при этом даже глазом не моргнув на постоянно переделывающуюся Таню». Бишоп назвал Дугана, как и Акермана, «стойким» и «профессионалом в самых трудных обстоятельствах». Обозреватель отмечает, что Дугану «приходится спорить с русским советником Юрием о психической чепухе».
Мэттью Холлоуэй из Blaze Media сделал предположение, что Дуган состоит в Демократической партии. Он охарактеризовал его следующим образом: «Дуган — президент, который думал, что поддержка марионеточного коммунистического режима в Советском Союзе была хорошей идеей, и был шокирован, когда его предали… ага, тотальный демократ».
Джозеф Кукан, сыгравший роль Кейна из серии Command & Conquer, отмечает, что Рэй Уайз, сыгравший Майкла Дугана, «мог сделать что угодно забавным, этот парень — гений».